# K.K. Partizan 1949
Questa pagina raccoglie le informazioni riguardanti il Košarkaški klub Partizan nelle competizioni ufficiali della stagione 1949.

## Roster
| N° | Naz.                  | Ruolo | Sportivo            |  | Alt. |  |
| -- | --------------------- | ----- | ------------------- |  | ---- |  |
|    | Jugoslavia (bandiera) |       | Vilmoš Loci         |  |      |  |
|    | Jugoslavia (bandiera) |       | Mirko Marjanović    |  |      |  |
|    | Jugoslavia (bandiera) |       | Čedomir Stojičević  |  |      |  |
|    | Jugoslavia (bandiera) |       | Božidar Munćan      |  |      |  |
|    | Jugoslavia (bandiera) |       | Lajoš Engler        |  |      |  |
|    | Jugoslavia (bandiera) |       | Radomir Šaper       |  |      |  |
|    | Jugoslavia (bandiera) |       | Stevan Pataki       |  |      |  |
|    | Jugoslavia (bandiera) |       | Radomir Miladinović |  |      |  |
|    | Jugoslavia (bandiera) |       | Slavoljub Jovanović |  |      |  |
|    | Jugoslavia (bandiera) |       | Nenad Kušić         |  |      |  |
|    | Jugoslavia (bandiera) |       | Slavko Arnerić      |  |      |  |
|    | Jugoslavia (bandiera) |       | Ljubomil Cotič      |  |      |  |
|    | Jugoslavia (bandiera) |       | Karlo Pap           |  |      |  |
|    | Jugoslavia (bandiera) |       | Popović             |  |      |  |
|    | Jugoslavia (bandiera) | All.  | Sveta Šaper         |  |      |  |